# Кліноцоїзит
Кліноцоїзит (рос. клиноцоизит; англ. clinozoisite; нім. Klinozoisit m) — мінерал, гідроксилсилікат кальцію і алюмінію з групи епідоту.

## Загальний опис
Хімічна формула: 2[Ca2Al3O(SiO4)(Si2O7)OH].
Містить (%): CaO — 24,63; Al2O3 — 33,64; SiO2 — 39,76; H2O — 1,94.
Існує неперервний ряд твердих розчинів від кліноцоїзиту через епідот до п'ємонтиту.
Сингонія моноклінна.
Кристали стовпчасті зі штрихуванням. Іноді — зернисті агрегати.
Твердість 6-6,75.
Густина 3,25-3,37.
Блиск скляний.
Колір зелений, рожевий або сірий. Прозорий до напівпрозорого.
Зустрічається у метаморфічних породах, утворених по основних магматичних породах, які містять кальцієвий плагіоклаз.
Асоціює з амфіболом.
Знайдений у ряді місцевостей Швейцарії, у П'ємонті (Італія) і Теплих горах (Урал).

## Різновиди
- Нігатаїт або кліноцоїзит-(Sr)